# Садовод (Курганская область)
Садовод — село в Макушинском районе Курганской области. Входит в состав Садоводского сельсовета.

## История
Село возникло в 1940 году как посёлок Макушинского плодопитомника. В 1950 году питомник был преобразован в плодопитомнический совхоз «Садовод».

## Население
| 1989 | 2002 | 2010 |
| ---- | ---- | ---- |
| 347  | ↗371 | ↘321 |

Национальный состав
Согласно результатам Всероссийской переписи населения 2002 года, в национальной структуре населения русские составляли 80 %.